# Roggia Morlana
La roggia Morlana [ˈrɔʤːa moɾˈlaːna] (Mórla [ˈmoɾla] in dialetto bergamasco) è un canale artificiale lungo circa 28 km, derivato dal fiume Serio, che percorre la provincia di Bergamo.

## Storia

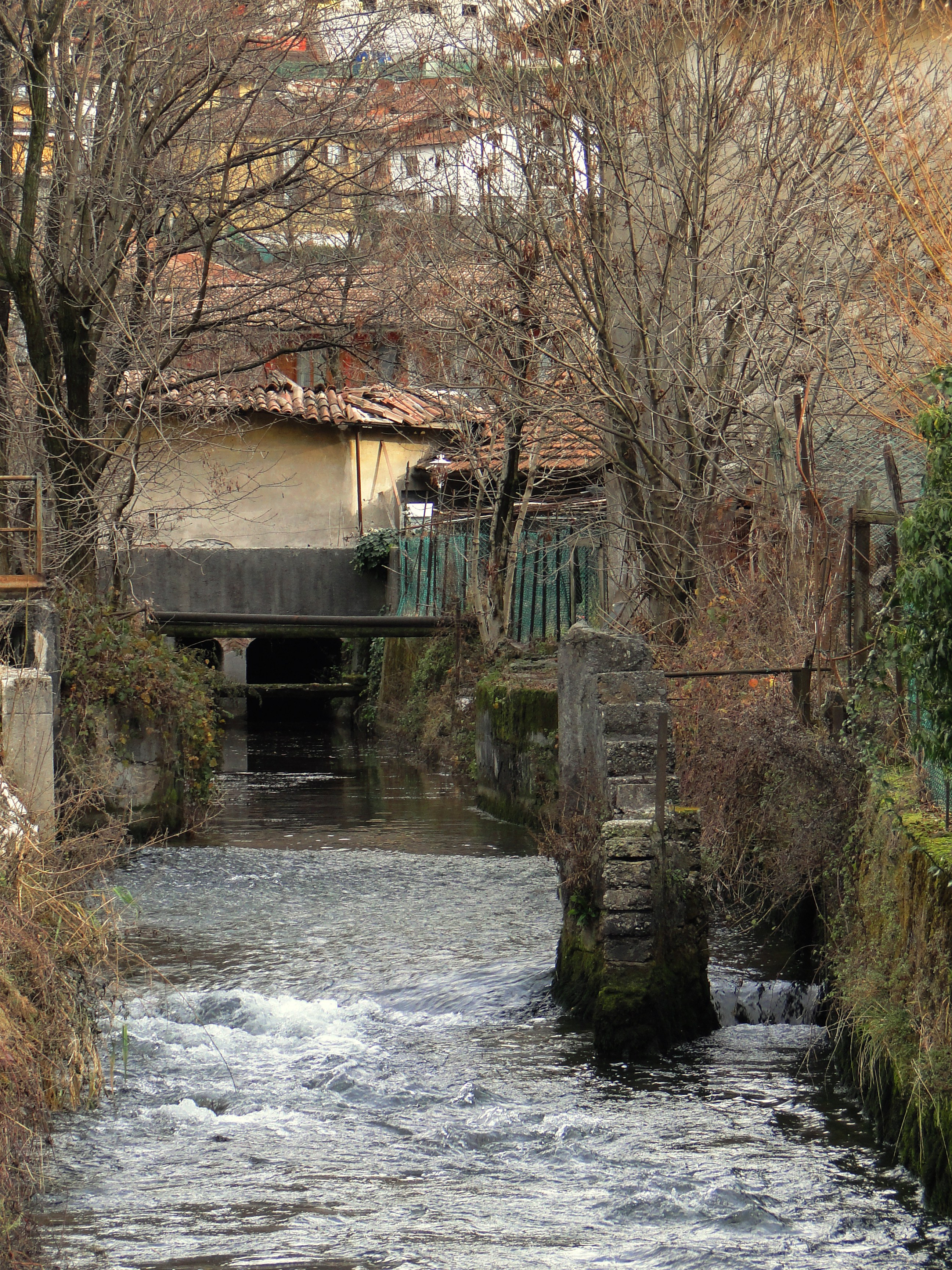
La roggia Morlana a nord di Nembro, presso l'antica bocca di presa

La Roggia Morlana ha origini antichissime, che risalgono tra la fine del XII e l'inizio del XIII secolo.
In quel periodo, in cui la zona era dilaniata dalle lotte tra i Comuni della Lega Lombarda e l'impero di Federico Barbarossa, venne stipulata la Pace di Costanza, trattato con il quale l'imperatore riconosceva la Lega Lombarda e dava ai Comuni che la componevano concessioni in ambito amministrativo, politico e giudiziario, regalie comprese, tra le quali vi era anche la gestione e lo sfruttamento dei corsi d'acqua.
A tal riguardo la città di Bergamo avvertì l'esigenza di dotarsi di un sistema irriguo che potesse soddisfare le esigenze dei propri possedimenti nelle campagne circostanti.
Scartata l'ipotesi di attingere dal corso del fiume Brembo, il cui andamento risultava essere troppo impetuoso, irregolare nella portata annua, con alvei scoscesi ed un fondovalle impervio, si optò per la costruzione di un canale artificiale che prelevasse le acque dal Serio, fiume dal carattere meno torrentizio ed inserito in una valle più aperta.
Fu in questo contesto che venne realizzata questa importante opera idrica, sviluppatasi parallelamente (sia in ambito temporale che geografico) alla Roggia Serio Grande.
I primi documenti che attestano l'esistenza della roggia Morlana sono rispettivamente un atto risalente al 1233 e lo statuto cittadino del 1237, tuttora custoditi presso l'archivio della Compagnia della Roggia Morlana, società un tempo denominata Societas et universitas Seriolae Murgulanae e che ne gestisce i diritti fin dal medioevo.

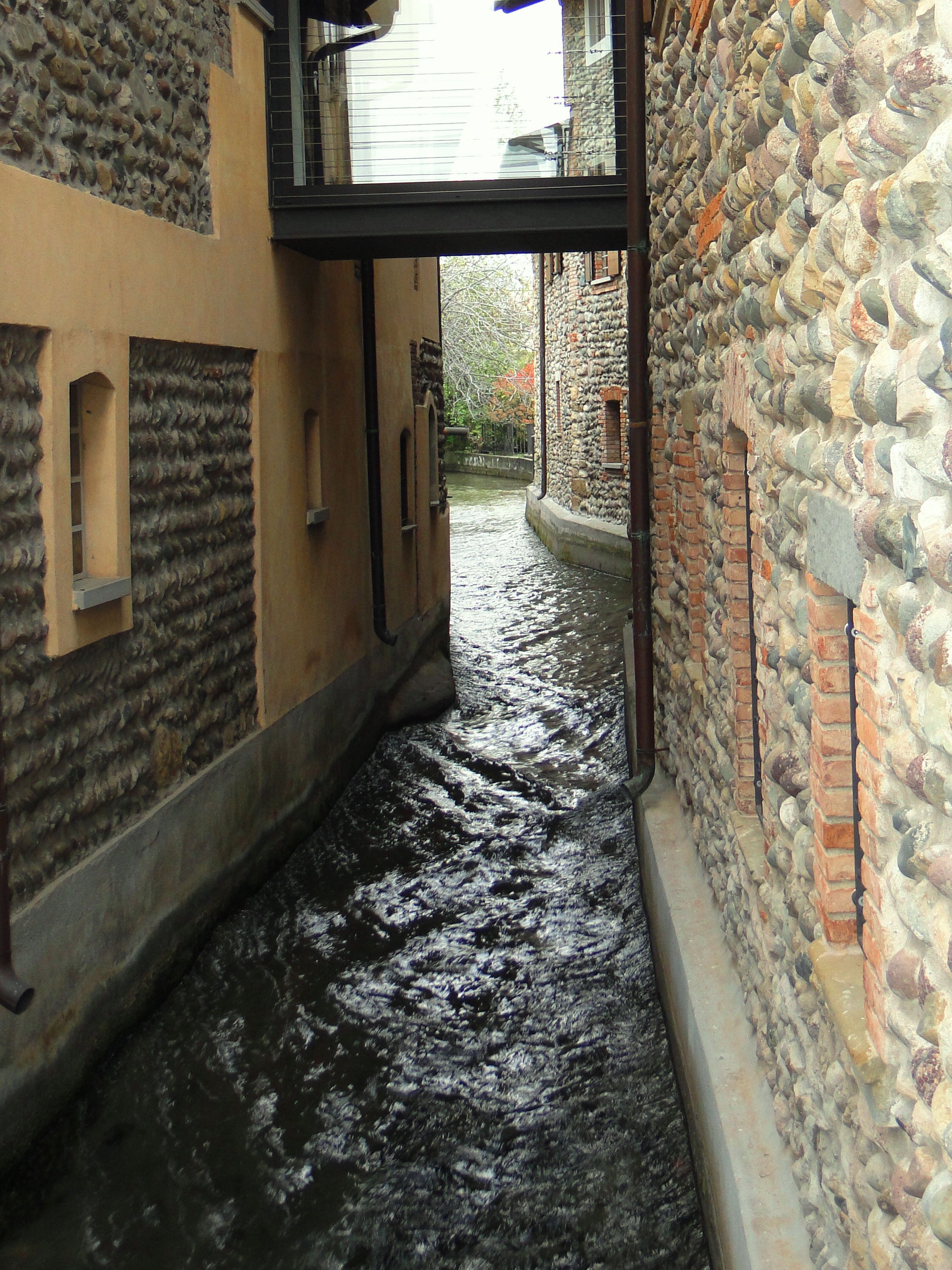
Nel borgo di Daste e Spalenga

In quei tempi l'importanza del canale era notevole, come testimoniato dai numerosi atti notarili in cui si definivano i diritti esercitabili sulle acque della roggia. Tra i possessori figurano infatti canonici, ecclesiastici ed esponenti della nobiltà locale.
Tra questi vi era anche il capitano Bartolomeo Colleoni, che nel 1466 acquistò terreni attigui alla roggia presso Verdello, con diritto di sfruttamento della stessa. Due anni più tardi egli stipulò un accordo con la Compagnia della Roggia Morlana che prevedeva la ristrutturazione e l'allargamento dell'alveo per tutta la sua lunghezza, completamente a carico del condottiero, in cambio della costruzione di una nuova roggia che attingesse completamente dalla Morlana. La nuova roggia, chiamata Colleonesca in onore del suo costruttore, si distaccava dal corso della Morlana in località Casalino, nei pressi delle muraine della città di Bergamo ed andava a soddisfare le esigenze idriche dei possedimenti del Colleoni stesso.
Ed è per questo motivo che partire dal XVI secolo si cominciò ad indicare come Morlana Vecchia il canale prima della ristrutturazione.
Per i secoli successivi la Roggia Morlana venne utilizzata prevalentemente per fini irrigui e per la movimentazione di magli e mulini, fino a quando, a partire dal termine del XIX secolo, cominciarono a sorgere le prime industrie. Queste vennero edificate lungo il corso dello stesso canale al fine di sfruttarne la potenza idrica utile a far funzionare i macchinari di opifici ed industrie tra cui Italcementi e le Cartiere Pigna: di conseguenza l'importanza della roggia crebbe notevolmente, contribuendo al boom economico della val Seriana. A tal riguardo si stima difatti che, considerando i nove principali salti d'acqua, si potessero produrre 574 kW di energia elettrica

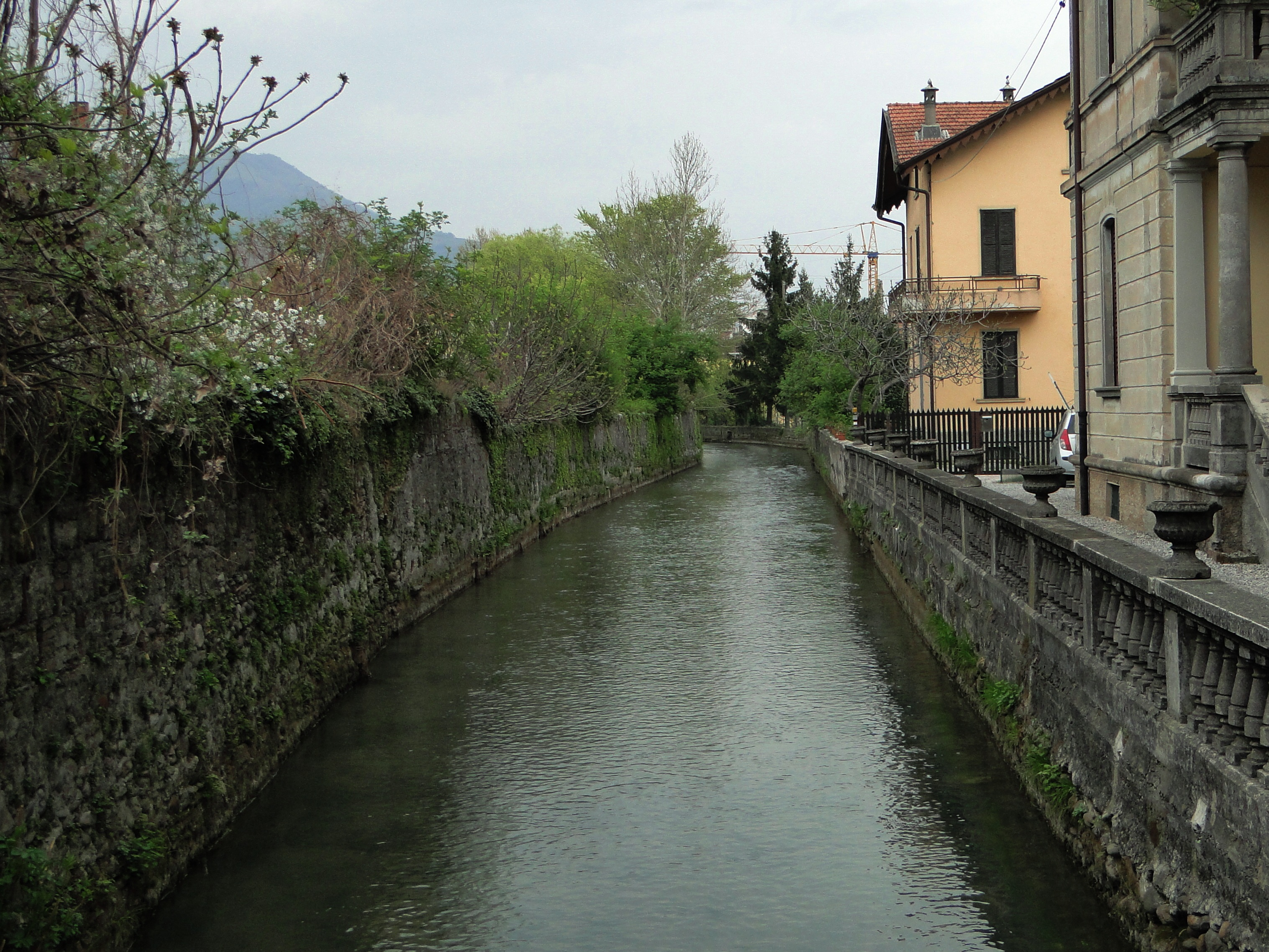
Nel paese di Alzano Lombardo

Tuttavia nella seconda parte del secolo successivo, la roggia cominciò a perdere d'importanza a causa delle mutate condizioni sociali ed industriali, che la relegarono ad un ruolo marginale.
Sul finire del XX secolo il canale venne sottoposto ad un intervento di notevole importanza in quanto le bocche di presa, da sempre situate nella zona a nord di Nembro, vennero spostate quasi un chilometro più a monte. Questa opera vide la creazione di una grande vasca di carico nei pressi del ponte romanico che collega il capoluogo seriano con Pradalunga e la Valle del Lujo, dalla quale prendono vita anche le rogge Serio Grande e Borgogna.
Infine a partire dai primi anni del XXI secolo, si è sviluppata una nuova coscienza ecologica sia nella popolazione che nelle amministrazioni locali. Questa ha permesso di rivalutare il corso della roggia Morlana anche mediante la creazione di una pista ciclo-pedonale, denominata appunto Ciclovia delle rogge che, alternativamente al tracciato principale della più nota Ciclovia della Valle Seriana, costeggia il corso d'acqua artificiale per alcuni tratti da Nembro ad Alzano, in una zona inclusa nel Parco locale di interesse sovracomunale denominato NaturalSerio.

## Tracciato

### La vasca di carico

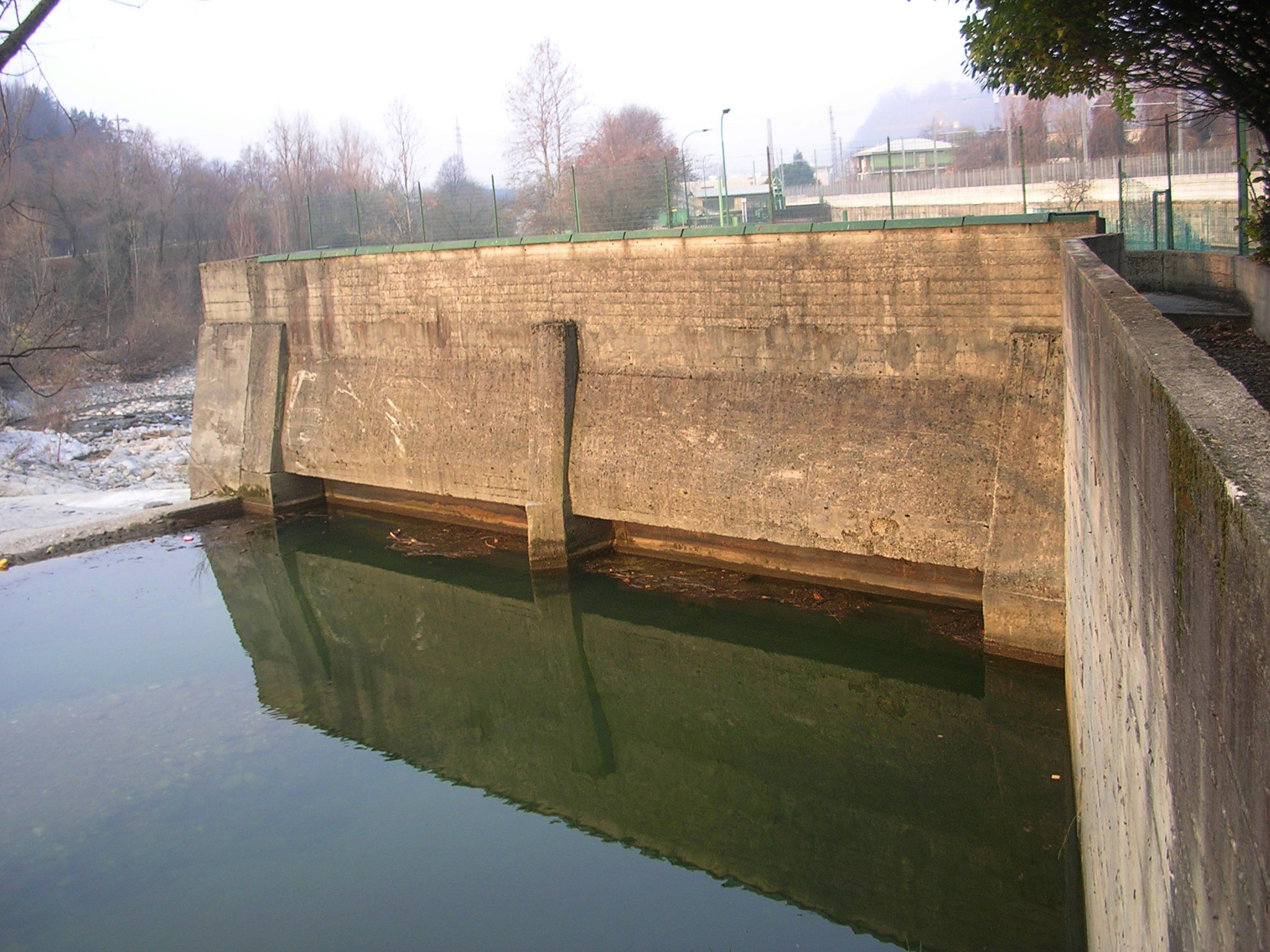
La bocca di presa ad Albino

La Roggia Morlana nasce ad Albino, in val Seriana, dallo sbarramento sul fiume Serio posto nei pressi del ponte romanico che collega il paese con Pradalunga e la Valle del Lujo.
Dopo lo sbarramento le acque vengono convogliate in una vasca di carico che può ricevere a massimo carico 9 metri cubi di acqua al secondo, quantità non costante considerata l'irregolarità della portata del fiume Serio. 
La vasca, nella quale confluiscono ulteriori 5 m³/s portati dalle rogge Comenduna e Spini-Trabattoni provenienti da nord, alimenta quindi tre canali: la Roggia Serio Grande, la Roggia Morlana e la Roggia Borgogna-Pradalunga.
Dopo la vasca di carico, che garantisce una portata massima pari a 4,500 m³/s ed una portata media di 2,500 m³/s, il canale si sviluppa da nord a sud, seguendo l'andamento orografico della valle Seriana, con il fiume Serio che corre parallelamente alla sua sinistra, e la Roggia Serio Grande alla propria destra.

### Primo tronco

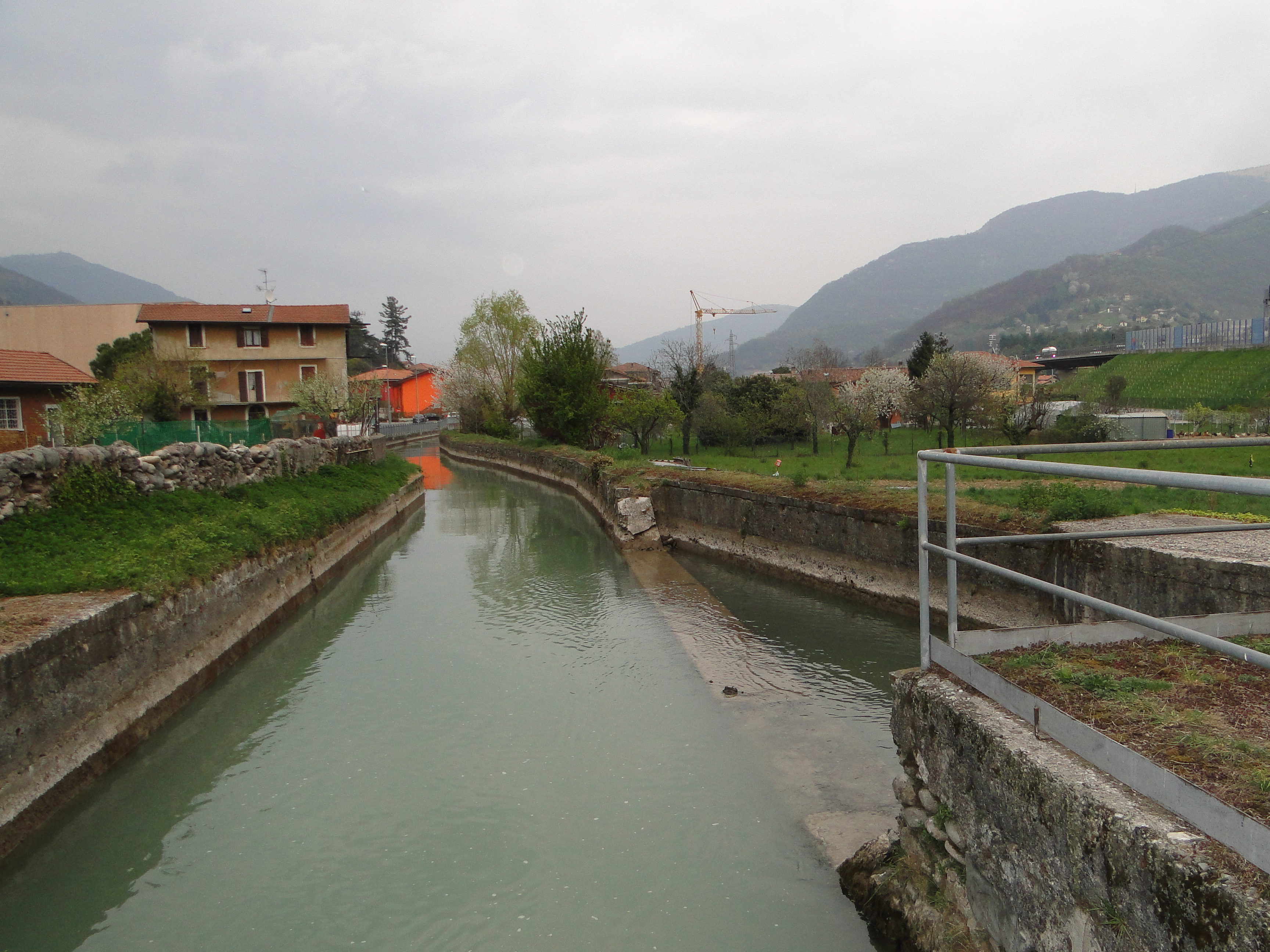
Presso la zona industriale di Nembro

Dopo meno di un chilometro, interrato nella seconda parte, la roggia raggiunge le antiche bocche di presa, poste poco dopo il confine tra Albino e Nembro, nei pressi del ponte ciclo-pedonale Honneger, che collega la zona con Pradalunga.
Poche centinaia di metri e viene sfruttata dall'opificio Crespi, proseguendo poi il proprio corso tra i margini del centro abitato e la zona industriale, ricevendo in località Saletti le acque provenienti dal laghetto di fitodepurazione incluso nell'area verde del PLIS NaturalSerio. Continua la sua corsa passando al di sotto dello svincolo tra la SS671 e la SP 35 raggiungendo quindi il polo industriale di Alzano Lombardo, nella frazione Alzano Sopra, dove si trovano le officine Italcementi e le Cartiere Pigna che da essa ricavano energia elettrica, e costeggiando poi la Tranvia Bergamo-Albino per un lungo tratto fino al confine con il comune di Ranica.

### Secondo tronco

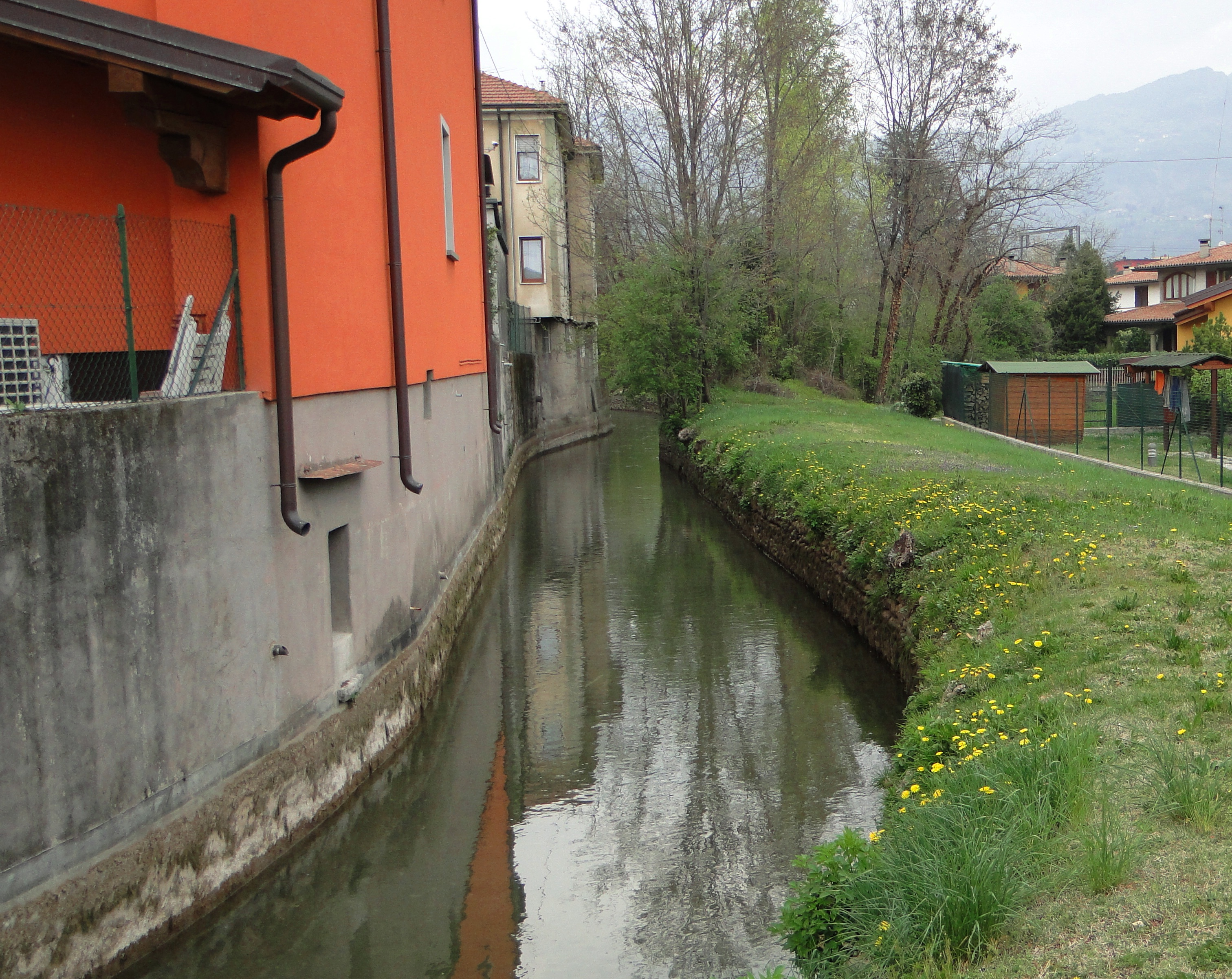
In località La Patta

Appena entrata nel territorio di Ranica, la roggia incrocia il corso del torrente Nesa. Questo punto, a livello gestionale, suddivide il primo tronco dal secondo. Qui infatti la Roggia Morlana abbandona definitivamente la valle e compie una svolta verso sud-est, bagnando la località La Patta e fungendo da confine tra i comuni di Torre Boldone e Gorle. In questa zona eroga le acque che vanno a formare le rogge Urgnana (la quale soddisfa le esigenze idriche di Urgnano e Cologno al Serio) e Vescovada (che irriga le campagne di Zanica, Orio al Serio ed Urgnano). Entra nel territorio di Gorle in un'area inclusa nel Parco del Serio Nord e lambendo in seguito quartieri di nuova realizzazione per dirigersi verso la periferia di Bergamo. Raggiunge il limite amministrativo del capoluogo orobico nella zona est, presso il borgo di Daste e Spalenga dove cede un'ulteriore quantità di acqua alla roggia Morlino (che si dirige verso Grassobbio), proseguendo poi ai margini del quartiere di Celadina e svoltando bruscamente in direzione ovest verso Borgo Palazzo costeggiando la Strada statale 42 del Tonale e della Mendola. Nei pressi del sovrappasso dell'asse interurbano la roggia Morlana viene completamente interrata, caratteristica che mantiene per la quasi totalità del suo percorso cittadino. 

### Terzo tronco

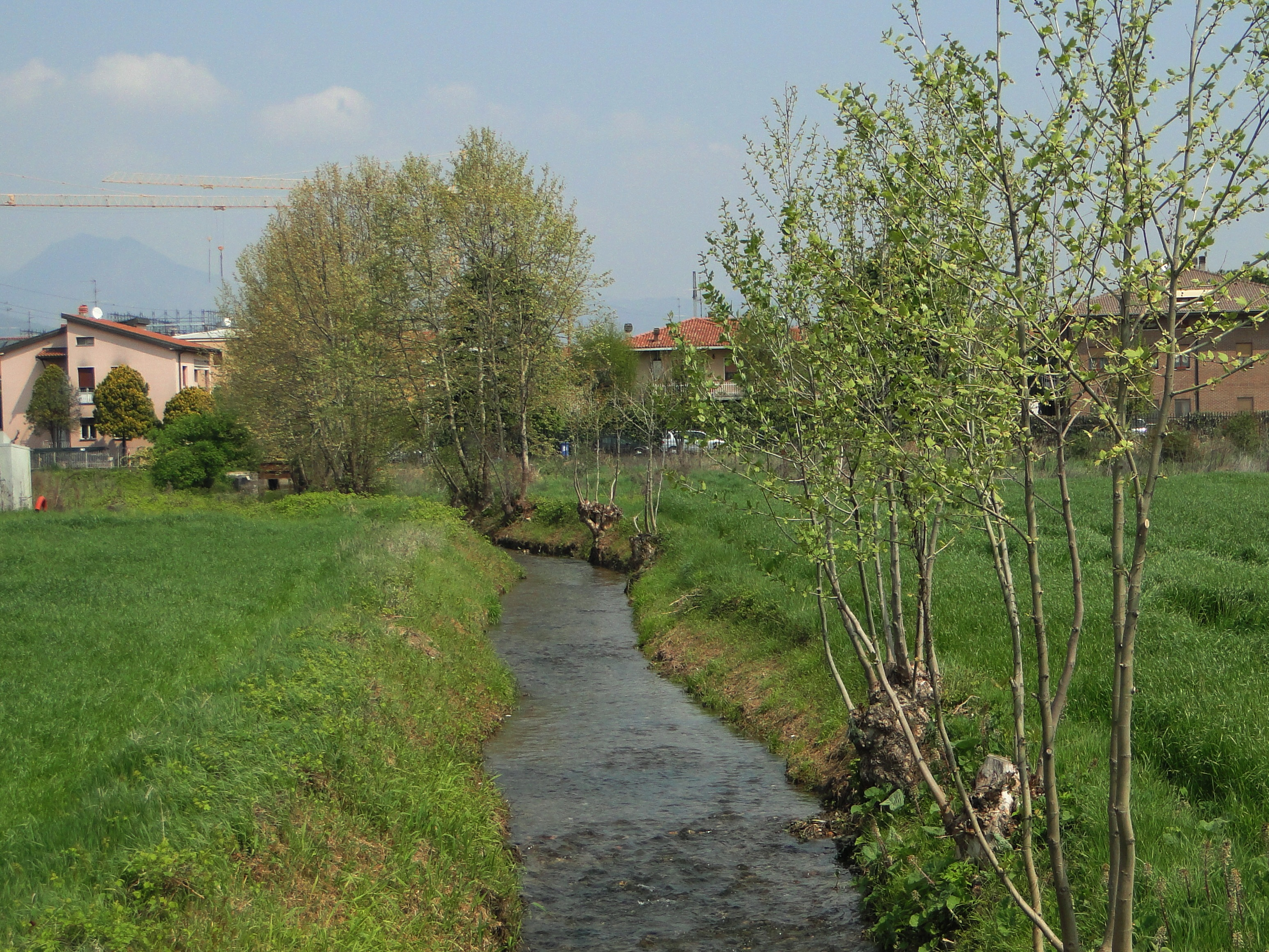
Ai margini dell'abitato di Colognola

Nel suo corso sotterraneo la roggia Morlana procede con andamento sinusoidale raggiungendo il convento dei Cappuccini in Borgo Palazzo, dove si priva di parte delle acque che vanno a formare la roggia Curna la quale si dirige verso ovest e raggiunge i paesi di Mozzo, Curno, Treviolo e Ponte San Pietro. Dopo poche decine di metri la Morlana incrocia il torrente Morla, con il quale attiva un sistema di scarico delle acque in eccesso, e giunge nei pressi di via Angelo Mai, importante arteria di scorrimento, svoltando decisamente a sud. Qui, nei pressi di via del Casalino, cede parte delle proprie acque destinate a formare la roggia Colleonesca (la quale raggiunge Lallio e si dirama in due tronchi che bagnano le campagne di Arcene, Pognano, Osio Sopra ed Osio Sotto) e continua verso la periferia ritornando in superficie e correndo nei campi tra i quartieri di Colognola e Grumello del Piano nell'area in cui è stato istituito il Parco Agricolo Ecologico, oggi parte del Parco dei Colli.
Ormai giunto nella pianura bergamasca, il canale entra in territorio di Stezzano nella zona del santuario della Madonna dei Campi. 

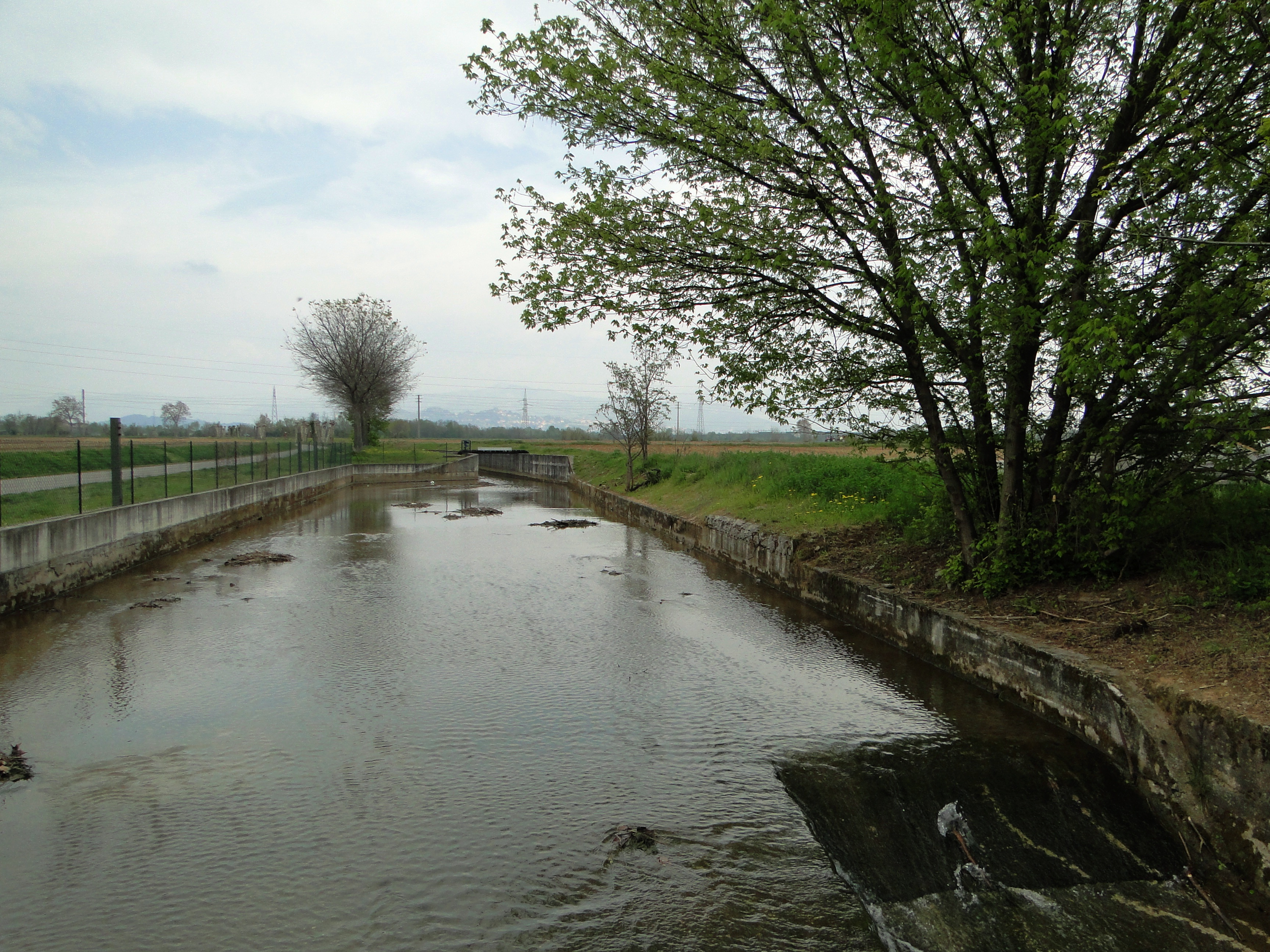
All'ingresso dell'abitato di Levate

Senza toccare il centro abitato viene convogliato sotto l'Autostrada A4, raggiunge la zona industriale ed arriva poi a Levate, dove viene incluso nel Parco agricolo del Rio Morla e delle rogge, creato per valorizzare e tutelare il delicato equilibrio naturalistico attorno ai corsi d'acqua della zona.
Qui, dopo aver solcato il centro abitato scorrendo in tratti interrati, la Morlana si dirama in due tronconi: Il primo prosegue verso Verdello, mentre il secondo verso Spirano. Entrambi subiscono numerose ulteriori suddivisioni, andando a formare un intricato sistema di canali minori che vanno a fornire acqua alle campagne circostanti, da Osio Sotto a Verdellino e da Comun Nuovo a Pognano.
In totale si stima che la roggia, unita a tutte le sue derivazioni, permetta di soddisfare le esigenze irrigue di 3.756 ettari di campi coltivati e produca una potenza pari a quasi 900KW.